# Джордж Хуберт Уилкинс
Сър Джордж Хуберт Уилкинс (на английски: George Hubert Wilkins) е австралийски полярен изследовател, географ, орнитолог, войник, пилот и фотограф.

## Ранни години (1888 – 1913)
Роден е на 31 октомври 1888 година в планината Маунт Браян (на 177 км северно от Аделаида), Южна Австралия, най-малкият от 13-те деца на фермер отглеждащ овце. Още като юноша заминава за Аделаида, където учи за инженер-електротехник в индустриалното училище в града и същевременно работи в подвижно кино като оператор. Заминава за Англия и става един от първите фотографи правещи снимки от въздуха. През 1912 – 1913 година по време на Балканските войни е фотограф-хроникьор за английски вестник.

## Експедиционна дейност (1913 – 1938)
От 1913 до 1917 година участва като фотограф в Канадската арктическа експедиция на Вилялмур Стефансон.
От 1917 до 1919 година участва като доброволец в Австралийския експедиционен корпус и воюва на френския фронт по време на Първата световна война.
През 1920 – 1921 и 1921 – 1923 година участва в антарктическите експедиции на Ърнест Шакълтън.
През 1923 – 1925 година възглавява британска експедиция спонсорирана от Британския музей, която изследва Северна Австралия и близките острови.
През 1927 година извършва полети над Централна Арктика, а през 1928 със самолет, който самостоятелно пилотира, прелетява от Аляска до Шпицберген, като разстоянието от 2000 мили е изминато за 20 часа и 30 мин., което е върхово постижение за тези времена. За своите достижения през юни 1928 на Уилкинс му е присъдено рицарско звание. В края на същата година възглавява експедиция в Антарктида и става първият човек използвал самолет на седмия континент.
В началото на ноември 1928 организира база на остров Десепшън и на 20 декември 1928 извършва първия полет над Антарктида като достига до 71°20′ ю. ш. 64°15′ з. д. / 71.333333° ю. ш. 64.25° з. д.. По време на полета изследва п-ов Земя Греъм, в т.ч. огромния шелфов ледник Ларсен и вътрешното плато (височина 1500 – 1800 м) и открива част от източния бряг, в т.ч. остров Хърст (69°25′ ю. ш. 62°12′ з. д. / 69.416667° ю. ш. 62.2° з. д.). На 10 януари 1929 извършва нов полет по същия маршрут, след което експедицията се завръща в родината си.
През лятото (декември-март) на 1929 – 1930 на английския океанографски кораб „Уилям Скорсби“ изследва море Белингсхаузен и на 29 декември 1929 когато корабът се намира на 68° ю.ш. и 75° з.д. с хидросамолет извършва полет над Западна Антарктида и открива, че „Земя Шарко“ не е част от континента, а неголям остров.
През 1931 година извършва околосветски полет с дирижабъла „Граф Цепелин“ и същата година с подводницата „Наутилус“ прави неуспешен опит за достигане на Северния полюс, като достига до 81º 59` с.ш. под ледовете на Арктика.
От 1933 до 1939 година участва в четири експедиции на Линкълн Елсуърт в Антарктида – 1933 – 1934, 1934 – 1935, 1935 – 1936 и 1939 – 1939.
През 1937 – 1938 година взима участие в търсенете на изчезналия съветски летец Сигизмунд Леваневски в Централна Арктика.

## Следващи години (1938 – 1958)
След последната си експедиция в Антарктида Уилкинсън се установява в САЩ. Една година преди смъртта си посещава за девети път Антарктида по време на Международната геофизическа година 1957 – 1958.
Умира на 31 ноември 1958 година във Фрамингам, Масачузетс, на 70-годишна възраст. След смъртта му по негово собствено желание тялото му е кремирано и прахта му е разпръсната над Северния полюс.

## Памет
Неговото име носят:
- бряг Уилкинс (69°45′ ю. ш. 62°35′ з. д. / 69.75° ю. ш. 62.583333° з. д.), в Антарктика, Антарктически п-ов;
- залив Уилкинс (73°37′ с. ш. 124°10′ з. д. / 73.616667° с. ш. 124.166667° з. д.), на западното крайбрежие на остров Банкс, в Канадския Арктичен архипелаг;
- планина Уилкинс (75°20′ ю. ш. 66°00′ з. д. / 75.333333° ю. ш. 66° з. д.), в Антарктика, Антарктически п-ов;
- проток Уилкинс (78°09′ с. ш. 111°44′ з. д. / 78.15° с. ш. 111.733333° з. д.), в Канадския Арктичен архипелаг, между островите Борден на север и Маккензи Кинг на юг;
- шелфов ледник Уилкинс (70°15′ ю. ш. 73°00′ з. д. / 70.25° ю. ш. 73° з. д.), в Антарктика, между остров Земя Александър I и островите Шарко и Латади. на запад.

От 2007 г. името на Уилкинс носи летище в австралийската част на Антарктида – едно от няколкото на континента, имащо писта от лед и можещо да приема граждански пасажерски полети.

## Съчинения
- „Flying the Arctic“ (1928);
- „Undiscovered Australia“ (1928);
- „The Wilkins-Hearst Antarctic Expedition 1928 – 1929“, The Geogr. Review, (1929);
- „Further Antarctic Explorations“, The Geogr. Review, 1930;
- „Under the North Pole“ (1931)
- „Thoughts through space“ (1942).